# Priscilla Presley

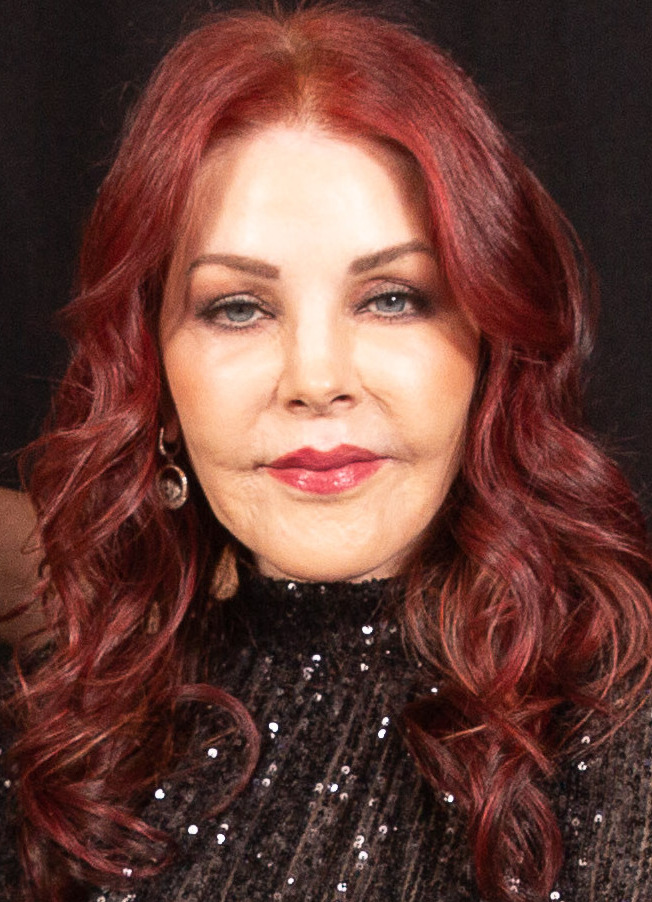
Priscilla Presley, 2019

Priscilla Ann Presley (* 24. Mai 1945 in New York City als Priscilla Ann Wagner, nach Adoption bürgerlich Priscilla Ann Beaulieu) ist eine US-amerikanische Schauspielerin. Sie spielte in der Fernsehserie Dallas die Rolle der Jenna Wade und war Hauptdarstellerin der Filmreihe Die nackte Kanone. Von 1967 bis 1973 war sie mit Elvis Presley verheiratet.

## Leben
Sie wurde 1945 im New Yorker Stadtbezirk Brooklyn als Tochter von Leutnant James Frederick Wagner und dessen Ehefrau Anna Lillian Iversen geboren. Ihr Vater starb kurz nach ihrer Geburt bei einem Flugzeugabsturz. Ihre Mutter heiratete dann den kanadischen Luftwaffenoffizier Paul Beaulieu, dessen Namen die Familie annahm.
Priscilla Beaulieu, deren Adoptivvater nach Wiesbaden in Deutschland versetzt worden war, lernte 1959 mit 14 Jahren in Bad Nauheim den dort stationierten zehn Jahre älteren Elvis Presley kennen. Von ihren Eltern erhielt sie das Einverständnis, bei Presley in dessen Villa Graceland in Memphis zu wohnen, nachdem er versprochen hatte, sie würden heiraten, wenn sie volljährig sei. So lebte sie schon sechs Jahre vor der Hochzeit dort. Auf einer katholischen Mädchenschule absolvierte sie dort auch ihren Highschool-Abschluss.

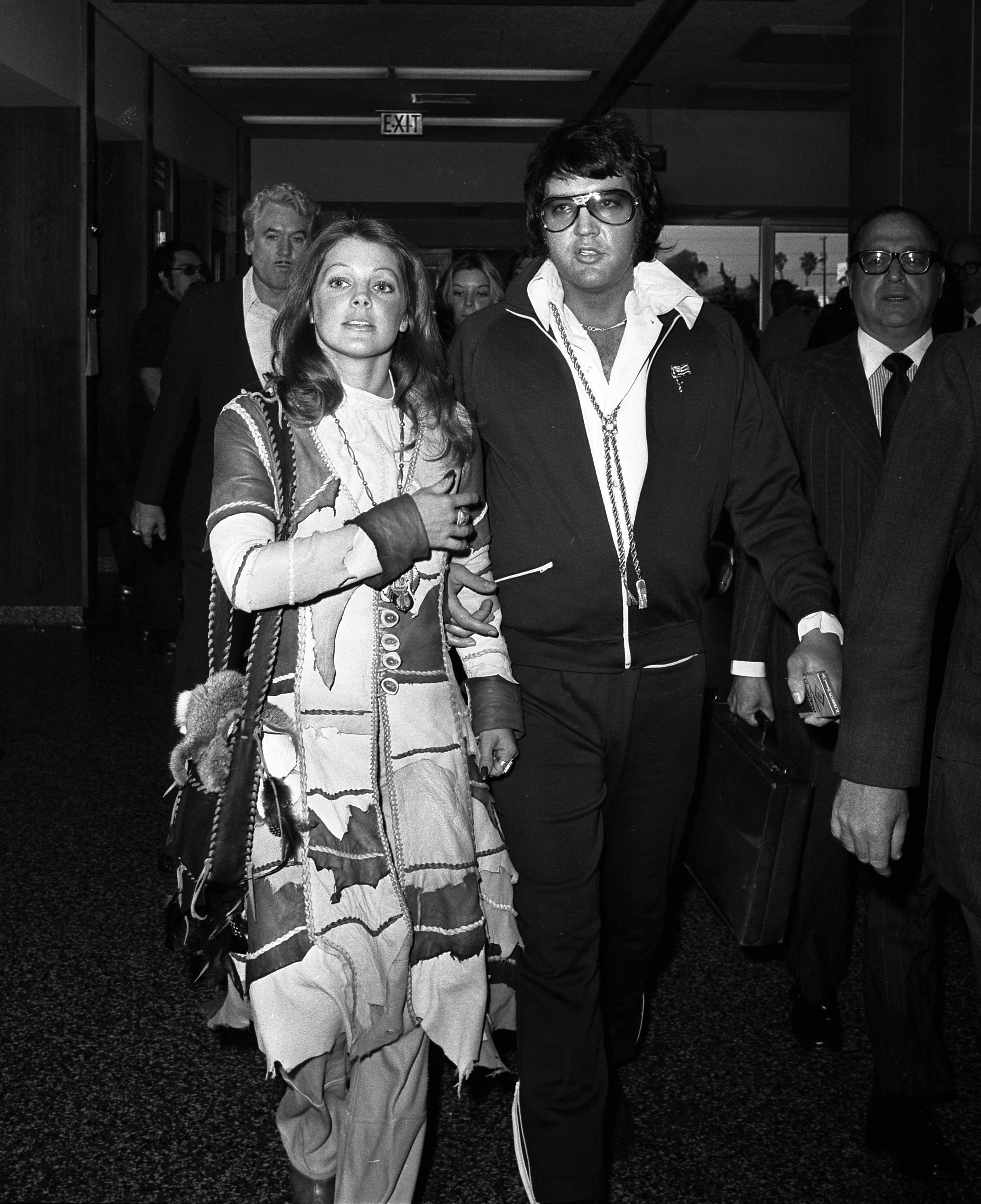
Priscilla und Elvis Presley, 1973

Die Hochzeit fand am 1. Mai 1967 in Las Vegas im Hotel Aladdin statt. Ihr gemeinsames Kind war die Sängerin Lisa Marie Presley (1968–2023). Am 9. Oktober 1973 wurde die Ehe von Elvis und Priscilla Presley geschieden.
Danach eröffnete sie mit Olivia Bis eine Boutique in Beverly Hills, wo Prominente wie Cher, Lana Turner, Natalie Wood, Julie Christie und Eva Gabor zu ihrem Kundenstamm gehörten. Im Juni 1982 öffnete sie Graceland für die Fans von Elvis und ließ es mit angeschlossenen Restaurants, Läden und Hotels zu einer Art Museum ausbauen. Von 1984 bis 2006 lebte sie mit dem italienisch-amerikanischen Regisseur Marco Garibaldi zusammen. Ihr gemeinsamer Sohn Navarone Garibaldi – der heute Frontmann der Rockband Them Guns ist – wurde 1987 geboren.
Als Schauspielerin trat Presley in der Fernsehserie Dallas auf, in der sie fünf Jahre lang die Rolle der Jenna Wade spielte. Außerdem hatte sie Gastauftritte in der Serie Melrose Place und war Hauptdarstellerin der Filmreihe Die nackte Kanone. Sie war ebenso wie ihre Tochter Lisa Marie Mitglied bei Scientology. 2018 wurde die Show Elvis in Concert, The Wonder of You unter anderem in London mit dem Royal Philharmonic Orchestra aufgeführt. Priscilla Presley moderierte die Shows.

## Filmografie (Auswahl)
- 1983–1988: Dallas (Fernsehserie, 220 Folgen)
- 1983: Operation Comeback (Love Is Forever)
- 1983: Ein Colt für alle Fälle (The Fall Guy, Fernsehserie, eine Folge)
- 1988: Die nackte Kanone (The Naked Gun: From the Files of Police Squad!)
- 1990: Ford Fairlane – Rock ’n’ Roll Detective (The Adventures of Ford Fairlane)
- 1991: Die nackte Kanone 2½ (The Naked Gun 2½: The Smell of Fear)
- 1993: Geschichten aus der Gruft (Tales from the Crypt, Fernsehserie, eine Folge)
- 1994: Die nackte Kanone 33⅓ (Naked Gun 33⅓: The Final Insult)
- 1996: Melrose Place (Fernsehserie, drei Folgen)
- 1997: Ein Hauch von Himmel (Touched by an Angel, Fernsehserie, eine Folge)
- 1998: Frühstück mit Einstein (Breakfast with Einstein, Fernsehfilm)
- 1999: Hayley Wagner, Superstar (Hayley Wagner, Star, Fernsehfilm)
- 1999: Chaos City (Spin City, Fernsehserie, zwei Folgen)
- 2019: Wedding at Graceland (Fernsehfilm)
- 2019: Christmas at Graceland: Home for the Holidays (Fernsehfilm)
- 2025: Die nackte Kanone (The Naked Gun)

## Dokumentarfilm
- ZDF-History: Elvis und Priscilla - Der King und das Mädchen (2014) (Arte/ZDF); Buch und Regie: Annette Baumeister und Natascha Walter; Laufzeit: 45 Min.[7]
- Elvis & Priscilla: Bedingte Liebe (Originaltitel: Elvis & Priscilla: Conditional Love) (2023); Regie: Finlay Bald; Laufzeit: 50 Min.[8]

## Autobiografien
- Priscilla Presley: Elvis and Me. 1985. ISBN 0-399-12984-7
  - Deutsche Ausgabe: Elvis und ich. Die Frau des legendären Stars erzählt. Bastei Lübbe. 1986. Übersetzt von Friedrich A. Hofschuster[9]
- Priscilla Presley & Lisa Marie Presley: Elvis by the Presleys. 2005. ISBN 0-307-23741-9

## Künstlerische Rezeption
Seit 1979 wurde Presley in mehreren Kino- und Fernsehfilmen dargestellt, die sich auf verschiedene Aspekte ihres Lebens mit Elvis Presley konzentrierten. Zu den Schauspielerinnen, die Priscilla Presley spielten, gehören: Season Hubley in Elvis – The King (Fernsehfilm aus dem Jahr 1979), Susan Walters in Elvis and Me (TV-Miniserie aus dem Jahr 1988), Kehli O'Byrnein in Elvis and the Colonel (Fernsehfilm aus dem Jahr 1993), Alyson Court im 1997 erschienenen Film Elvis Meets Nixon, Antonia Barnath in der 2006 erschienenen TV-Miniserie Elvis, Ashley Greene im Film Shangri-La Suite aus dem Jahr 2016; Olivia DeJonge in der 2022 veröffentlichten Biografie Elvis und Cailee Spaeny in der Biografie Priscilla aus dem Jahr 2023. Letztgenannter Film beruht auf Priscilla Presleys 1985 veröffentlichter Autobiografie Elvis and Me.